# Abenteurernovelle
 Die Abenteurernovelle  ist ein im Sommer 1928 entstandenes Fragment einer Novelle, in dem sich der alternde Arthur Schnitzler unter anderem mit dem Motiv des plötzlich hereinbrechenden Todes beschäftigte.

## Inhalt

### Erster Teil
Nach dem Tod seiner Eltern durch die Pest beschließt der achtzehnjährige Anselmo Rigardi, seiner Heimatstadt Bergamo den Rücken zu kehren und ein neues Leben anzufangen. So beginnt er eine siebentägige Wanderung. Zunächst begegnet er dem bedrohlichen Grafen Raspighi, der seine Braut Anita im Spiel an ihn verliert. Nach einer gemeinsamen Nacht mit dieser kommt es zu einem Duell zwischen Anselmo und Raspighi, das mit Raspighis Tod endet. Nach dieser tragischen Episode setzt Anselmo seine Wanderung fort und schlägt allerlei verlockende Möglichkeiten aus, sich sesshaft zu machen oder in den Dienst eines Adeligen zu treten. Er glaubt, dass sein Schicksal sich bei ihm melden und er seine wahre Bestimmung schließlich erkennen werde. Nach einer Woche erreicht er ohne Absicht eine Lichtung, auf der sich eine grün bewachsene Mauer befindet. Dort begegnet ihm ein alter Mönch, der ihm vom Besitzer des Anwesens hinter der Mauer berichtet, einem Arzt und Alchimisten namens Geronte, der jedem den genauen Tag und die genaue Stunde seines Todes voraussagen könne. Das Gespräch zwischen dem Mönch und Anselmo wird durch die Ankunft einiger Soldaten unterbrochen, die Geronte zwingen sie zu begleiten, um den Todeszeitpunkt ihres Fürsten zu bestimmen. Während Geronte weg ist, wird Anselmo von dessen Tochter Lucrezia ins Haus eingelassen, die sich ihm wie eine Braut hingibt. Als Geronte zurückkehrt und Anselmo bei seiner Tochter findet, sagt er Anselmo voraus, dass er innerhalb eines Jahres sterben werde, worauf dieser verzweifelt das Haus verlässt.

### Zweiter Teil
Im nur als Skizze geplanten weiteren Verlauf der Novelle wird berichtet, dass Geronte Anselmos Tod nur prophezeit hat, um zu sehen, wie dieser sich im nächsten Jahr bewähren wird und ob er Lucrezias würdig ist.
Anselmo tötet den Prinzen des Fürstentums, eint sein Reich, wird selbst Fürst und besiegt die Feinde im Kampf. Doch statt seine neue Stellung zu genießen, findet er wegen seines bevorstehenden Todes keine Ruhe und nimmt Gift. Geronte, der erfahren hat, dass Anselmo sich als Held verhalten hat, eröffnet ihm zu spät, dass seine Prophezeiung erfunden war, und Anselmo stirbt durch das Gift.

## Hintergrund
Im Sommer 1928 begann Schnitzler mit der Abenteurernovelle, die ursprünglich als Fragment konzipiert war, eines seiner letzten Werke. Nach dem tragischen Selbstmord seiner Tochter Lili im Juli 1928 blieb die Novelle nur ein Fragment und Schnitzler konnte bis zu seinem Tod 1931 nur noch die in einer ersten Fassung von 1927 vorliegende Erzählung Der Sekundant vollenden.

## Interpretation
Schnitzler wählte als Hintergrund für seine Novelle das Italien der Renaissance (um 1520) aus, das von einem neuen, im Vergleich zum Mittelalter freieren, Menschenbild gekennzeichnet und von Kleinkriegen und Privatfehden zwischen absoluten Fürsten und Stadtherren zerrissen war. Mit zwei Motiven beschäftigt sich Schnitzler in dieser Erzählung besonders: Dem Verhältnis zwischen Schicksal und freiem Willen und dem Topos der Todesweissagung, die sich erfüllt, weil der Betroffene an sie glaubt. („Selbsterfüllende Prophezeiung“)
Anselmo, durch den plötzlichen Tod seiner Eltern, aus seinem Alltag gerissen, wird sich einer unvermuteten Freiheit bewusst und erkennt, dass er nicht mehr „einer [war], der sich, was immer er wollte oder tat, vor allem zu beraten, Rede und Antwort zu stehen hatte“, sondern „die Schritte lenken [durfte], wohin er wollte, und die Welt ihm gehörte“. Um seine neue Freiheit auskosten zu wollen, bricht er von zuhause auf: „Nicht wie ein Gezeichneter, nicht wie ein Flüchtling“, sondern als einer, der weiß, „daß er ein seltenes Schicksal trug und zu einem seltenen bestimmt war“. Seine Freiheit, die er um alles in der Welt verteidigen will – so verlässt er seine erste Geliebte wegen der „Angst, festgehalten zu werden“ –, scheint jedoch durch ihn selbst begrenzt zu werden, da er sich nicht auf seine eigene Entscheidung, auf sein eigenes Urteil verlässt, sondern an ein besonderes Schicksal glaubt: „Er war nicht gelaunt, auch nur im geringsten sich zu verschwenden; es war in ihm ein sicheres, wenn auch nicht völlig bewußtes Gefühl, daß, was seiner warten mochte, in einer unmißverständlichen, über alle Zweifel klaren Bestimmtheit sich würde zu melden wissen, ja daß, was er […] erlebt, nichts gewesen war als ein ungeheurer Schatten, den ein ihm vorbestimmtes Schicksal vorausgeworfen, damit es ihn im rechten Augenblick bereit fände“. Als er ans Haus des Geronte kommt, „blickte [er] sich um, als müßte von irgendwoher das Abenteuer oder gar das Schicksal kommen, das ihm zugedacht war“. Dieser außergewöhnliche Schicksalsglaube führt auch zu seiner absoluten Überzeugung, dass Gerontes Prophezeiung wahr sein müsse. Er selbst erfüllt die Weissagung, indem er an sie glaubt.
Schnitzler bedient sich hier des Topos der Todesweissagung, die er in unterschiedlichen Varianten schon in Sterben, Die Weissagung und Das Schicksal des Freiherrn von Leisenbohg verwendete. Der außergewöhnliche Glaube ans Schicksal sowie der Topos der Erfüllung der Weissagung erinnern sehr an die griechische Mythologie: So wie Laios, der Vater des Ödipus, die Weissagung, sein Sohn werde ihn töten und seine Frau heiraten, dadurch erfüllte, dass er seinen Sohn nicht bei sich aufwachsen ließ, so erfüllt Anselmo die Weissagung selbst.
Dasselbe Motiv verwendet auch Franz Kafka im Proceß: K. stirbt nur, weil er sich dem Gericht unterwirft und sich so selbst zum Tod verurteilt. Ob Schnitzler den 1925 erstmals veröffentlichten Roman kannte und von ihm beeinflusst wurde, ist freilich ungewiss.
Als literarisches Vorbild für die Novelle ist u. a. Boccaccios Novellensammlung Decamerone zu nennen: Während die Pest in Florenz im Jahre 1348 den Handlungsrahmen für Boccaccios Erzählung gibt, fungiert sie in der Abenteurernovelle als Anstoß für die Handlung. Nicht nur die Atmosphäre des in Stadtstaaten gespaltenen Italiens stellen eine bemerkenswerte Ähnlichkeit her, auch die teilweise frivolen Kurznovellen des Decamerone klingen bei Lucrezias Entjungferung in Abwesenheit ihres Vaters an.
Darüber hinaus ähnelt die Erzählung auch Eichendorffs romantischer Novelle Aus dem Leben eines Taugenichts, in der der Taugenichts als junger Mann in die Welt aufbricht und nur vom Schicksal gelenkt nach einer Reise nach Italien sein Glück mit seiner Geliebten findet.